# Telestes souffia
Telestes souffia là một loài cá vây tia thuộc họ họ Cyprinidae. Loài này phân bố ở Áo, Bulgaria, Cộng hòa Séc, Pháp, Đức, Hungary, Ý, România, Nga, Serbia và Montenegro, Slovakia, và Thụy Sĩ.
Thức ăn của chúng gồm các sinh vật phù du, động vật không xương sống đáy và nhỏ. Thỉnh thoảng chúng cũng ăn những con ốc nhỏ hơn, ấu trùng côn trùng, nhưng đôi khi ăn sâu bướm rơi xuống nước.
Thời gian sinh sản vào giữa tháng ba và tháng 4, chúng bơi lên thượng nguồn của sông có nước chảy mạnh, chúng đẻ trứng ở đáy sỏi. 

## Mô tả
- Trọng lượng tối đa: 100 g
- Kích thước tối đa: 24 cm
- Thời kỳ đẻ trứng: tháng 3-tháng 4 - nước ở khoảng 12 °C
- Mỗi lứa có: 3 000-8 000 trứng
- Tuổi thọ: 10 đến 15 năm

Loài cá này sống ở lưu vực sông Danube, chủ yếu ở miền Đông Nam nước Pháp. Chúng cũng có mặt tại sông Rhine, các Rhône và Saône. Có thể dễ dàng tìm thấy chúng hiện diện ở sông và hồ nước ngọt, tại các vùng nước chảy sỏi.

## Hình ảnh

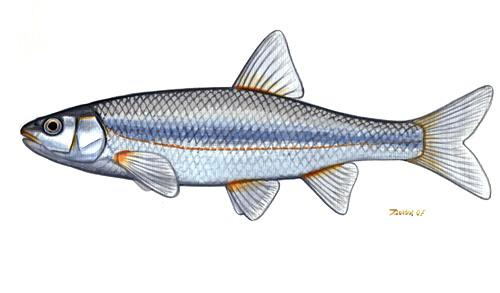
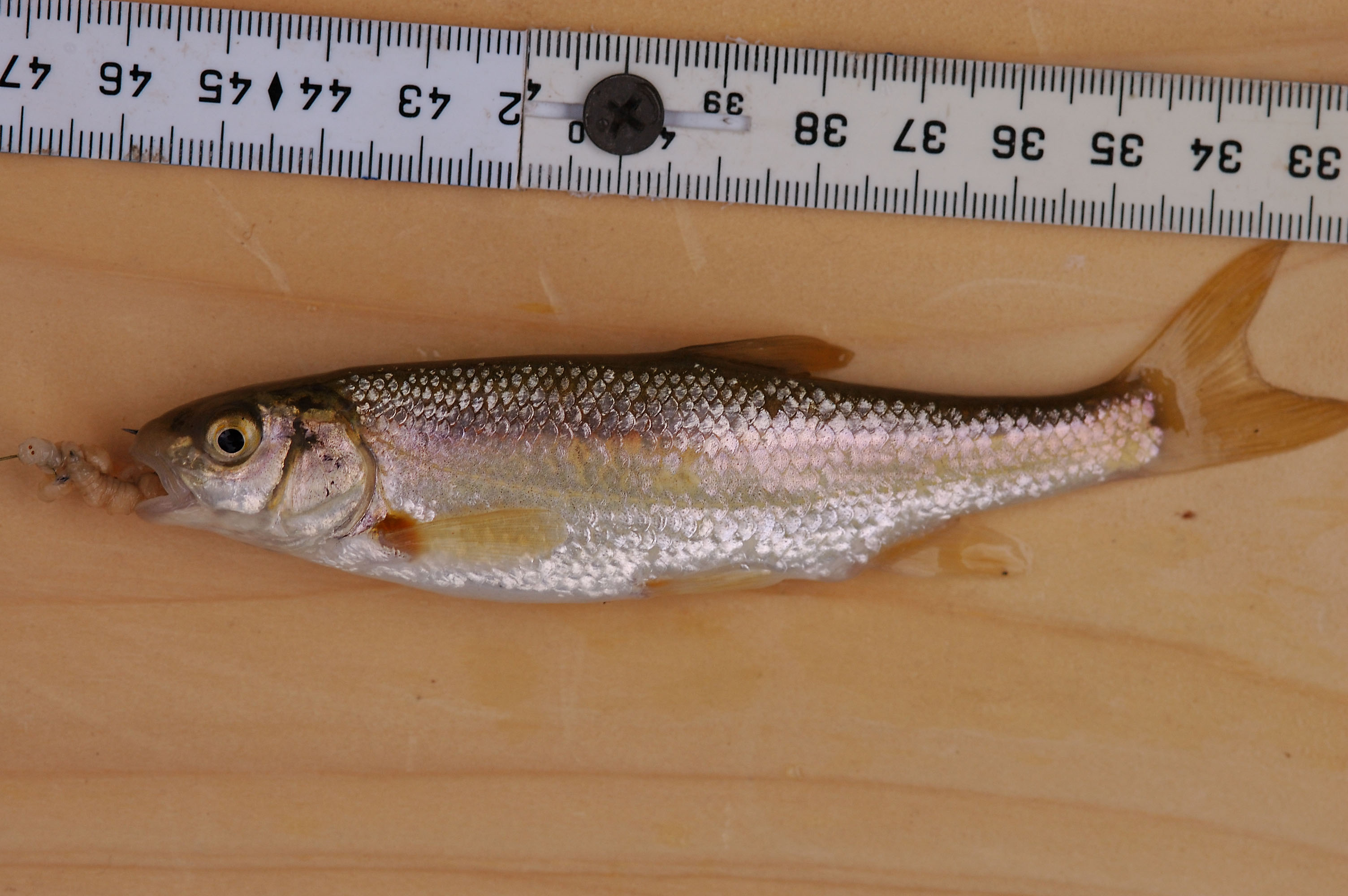
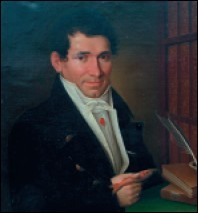
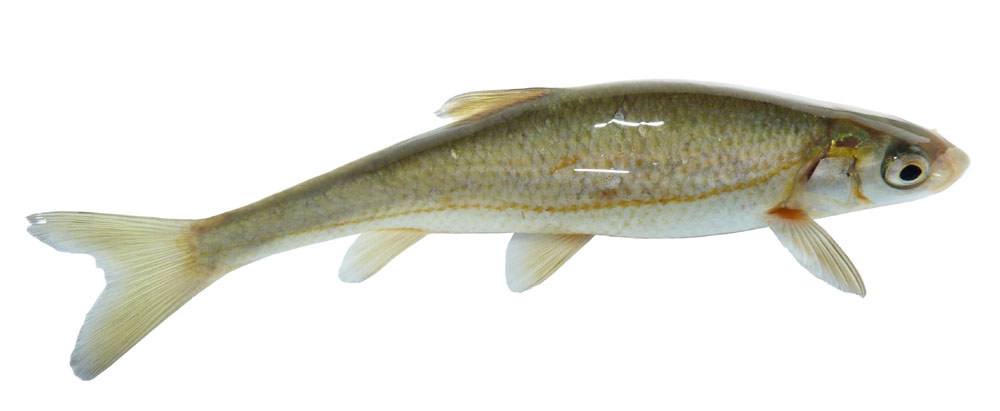

## Phân loài
- Telestes souffia agassizi
- Telestes souffia muticellus
- Telestes souffia souffia
- Telestes souffia montenegrinus